# Carlos Eduardo do Santos
Carlos Eduardo do Santos es un deportista brasileño que compitió en judo. Ganó dos medallas de bronce en el Campeonato Panamericano de Judo de 1974, en las categorías de –93 kg y abierta.

## Palmarés internacional
| Campeonato Panamericano | Campeonato Panamericano   | Campeonato Panamericano | Campeonato Panamericano |
| Año                     | Lugar                     | Medalla                 | Categoría               |
| ----------------------- | ------------------------- | ----------------------- | ----------------------- |
| 1974                    | Ciudad de Panamá (Panamá) | Medalla de bronce       | –93 kg                  |
| 1974                    | Ciudad de Panamá (Panamá) | Medalla de bronce       | Abierta                 |